# Vermittlungsbudget
Die Förderung aus dem Vermittlungsbudget ist eine Sozialleistung zur Unterstützung der Anbahnung oder Aufnahme einer versicherungspflichtigen Beschäftigung. Es handelt sich um eine Ermessensleistung, die in § 44 SGB III (bis 31. März 2012: § 45 SGB III a.F.) gesetzlich geregelt ist.
Gefördert werden können Ausbildungsuchende, von Arbeitslosigkeit bedrohte Arbeitsuchende und Arbeitslose, auch wenn sie keine laufenden Leistungen wie Arbeitslosengeld oder Arbeitslosengeld II beziehen (als sogenannte Nichtleistungsempfänger). Für Personen, die ALG II beziehen, ergibt sich die Fördermöglichkeit aus der Verweisung in § 16 Abs. 1 Satz 2 Nr. 2 SGB II. Für die Gewährung von Leistungen aus dem Vermittlungsbudget ist die Agentur für Arbeit zuständig, solange kein Anspruch auf laufende Leistungen nach dem SGB II besteht. Wird Arbeitslosengeld II bezogen, ist das Jobcenter zuständig.

## Fördermöglichkeiten
Über das Vermittlungsbudget kann die Anbahnung oder Aufnahme einer versicherungspflichtigen Beschäftigung (Arbeit oder Ausbildung) gefördert werden, wenn dies für die berufliche Eingliederung notwendig ist. Für Bezieher von Arbeitslosengeld II können auch Leistungen für die Anbahnung und Aufnahme einer schulischen Berufsausbildung erbracht werden (§ 16 Abs. 3 SGB II). In der Praxis wird der Begriff der Anbahnung zum Teil weit ausgelegt, so dass auch Integrationsfortschritte darunter gefasst werden, die nur einen mittelbaren Bezug zu Anbahnung oder Aufnahme einer Tätigkeit aufweisen. Die Förderung umfasst die Übernahme angemessener Kosten, soweit der Arbeitgeber gleichartige Leistungen nicht oder voraussichtlich nicht erbringen wird. Die Behörde kann Pauschalen festlegen. Es können auch Kosten im Zusammenhang mit der Anbahnung oder Aufnahme einer Tätigkeit in der EU, im EWR und in der Schweiz übernommen werden, wenn die Wochenarbeitszeit mindestens 15 Stunden beträgt. Leistungen zur Sicherung des Lebensunterhalts sind ausgeschlossen.
Typische Leistungen sind die Übernahme von
- Bewerbungskosten,
- Reisekosten zum Vorstellungsgespräch,
- Fahrkosten zum Antritt einer Arbeits- oder Ausbildungsstelle,
- Kosten für Pendelfahrten zum Arbeits- oder Ausbildungsort,
- Umzugskosten bei Aufnahme einer Arbeit oder Ausbildung,
- Trennungskosten,
- Kosten für Arbeitskleidung oder Arbeitsmittel.

Da das Gesetz keine konkrete Aufzählung möglicher Leistungen vornimmt und der Begriff der Anbahnung weit ausgelegt werden kann, sind darüber hinaus auch andere Leistungen denkbar, soweit sie im Einzelfall notwendig und angemessen sind. Beispiele: Förderung eines Fahrrades (um z. B. zur Arbeitsstelle zu gelangen), Kleidung und Friseurbesuch für ein Vorstellungsgespräch, Förderung der Aufnahme einer geringfügigen Beschäftigung (als Integrationsfortschritt zur Aufnahme einer sozialversicherungspflichtigen Tätigkeit).
Art und Höhe der Förderung werden regelmäßig anhand so genannter Ermessenslenkender Weisungen in den einzelnen Arbeitsagenturen unterschiedlich bestimmt. Diese Weisungen werden allerdings nicht veröffentlicht, sondern als Verschlusssache mit dem Geheimhaltungsgrad „VS-NUR FÜR DEN DIENSTGEBRAUCH“ eingestuft.